# Captain James Berry House
Das Captain James Berry House ist ein in den 1840er Jahren im Stil des Greek Revival errichtetes Wohnhaus in West Harwich im Bundesstaat Massachusetts der Vereinigten Staaten. Es besteht aus Holz und das Dach ist mit Schindeln aus Asphalt gedeckt. Es wurde nach seinem ersten Eigentümer Capt. James Berry benannt, der als Schiffskapitän auf einem Klipper arbeitete. Es befindet sich noch heute im Eigentum der Familie Berry. Am 26. September 1986 wurde es in das National Register of Historic Places eingetragen.